# Давитаханян, Давид Григорьевич
Давид Григорьевич Давитаханян (груз. დავითხანიანი დავით გრიგოლის ძე, 17 марта 1888, Тифлис — 7 августа 1957, Буэнос-Айрес) — армянский и грузинский политик, член Учредительного собрания Грузии (1919—1921). Член ЦК партии «Дашнакцутюн».

## Биография
Учился в епархиальном училище в Ереване, окончил Тифлисское коммерческое училище. Готовился продолжить учёбу в Императорском Санкт-Петербургском университете, но был арестован 11 апреля 1908 года за политическую деятельность и провёл один год в тюрьме. Вскоре после освобождения, в 1910 году, был арестован снова и выслан в Россию, откуда ему удалось выехать за границу. В 1914 году получил степень по политической экономии в Лейпцигском коммерческом институте.
В 1914 году вернулся в Тифлис. В 1918 году избран членом парламента Демократической Республики Грузии, где представлял партию «Дашнакцутюн».
В сентябре 1919 года был избран членом Учредительного собрания Республики Грузия по партийному списку Дашнакцутюн.7 ноября 1919 года отказался от своего депутатского мандата. Был представителем Министерства продовольствия и снабжения Республики Армения в Грузии. Покинул Грузию в 1921 году во время советизации Грузии, до 1923 года жил в Стамбуле. После переехал в Берлин.
Во время Второй мировой войны участвовал в освобождении армянских военнопленных. С 1945 по 1949 год жил и работал в Штутгарте, затем переехал в Париж. С 1951 года жил с семьёй в Буэнос-Айресе, Аргентина. Редактировал армянскую ежедневную газету «Армения».